# Голомыскино
Голомыскино — село в Тогучинском районе Новосибирской области. Входит в состав Завьяловского сельсовета.

## География
Площадь села — 49 гектаров.

## Население
| 2002 | 2007 | 2010 |
| ---- | ---- | ---- |
| 154  | ↘138 | ↘98  |

## Инфраструктура
В селе по данным на 2007 год функционируют 1 учреждение здравоохранения и 1 учреждение образования.